# Kip Paula Krugerja, Pretoria
Kip Paula Krugerja (afrikansko Krugerstandbeeld) je bronasta skulptura, ki stoji na Cerkvenem trgu v Pretorii v Južni Afriki. Kip prikazuje Paula Krugerja, burske politične in vojaške voditelje ter predsednika Južnoafriške republike od leta 1883 do 1900, in štiri neimenovane burske vojake. Kip Paula Krugerja je bil izklesan leta 1896 in postavljen na sedanjo lokacijo na cerkvenem trgu leta 1954.

## Zgodovina
Kip je leta 1896 prvič izklesal Anton Van Wouw po naročilu Sammyja Marksa, industrialca, ki je obogatel v Južnoafriški republiki in bil navdušen podpornik predsednika Paula Krugerja. Kip je bil najprej postavljen v Prince's Parku, nato pa premeščen na lokacijo zunaj železniške postaje Pretoria. Kip prikazuje Paula Krugerja, ki nosi cilinder in predsedniški pas s palico na podstavku. Skupaj s Paulom Krugerjem ima kip na vogalih pod glavnim podstavkom štiri neimenovane burske vojake. Leta 1956 je bil kip premeščen na sedanjo lokacijo na Church Square z novim podstavkom, kjer ga je odkril Daniel François Malan.

### Ozadje
Avgusta 1895 je bila Krugerjeva vlada nepriljubljena med rudarskimi upravitelji Uitlanderja in kapitalisti v Johannesburgu. Nekateri so ga opisali kot avtokratskega, ozkoglednega in neusmiljenega; govorilo se je, da bo »oligarhija« (kot se je takrat imenovala vlada) v Pretorii kmalu strmoglavljena.
Marks je svojemu glavnemu računovodji naročil, naj predsedniku in izvršnemu svetu pripravi predlog, v katerem bi mestu Pretoria ponudil 10.000 funtov za postavitev marmornega kipa Krugerja na mestu, ki ga izbere ta kip. Vendar je Marks določil, da naj se kip, »če je mogoče«, naroči neposredno pri njem, pri čemer je od zainteresiranih zahteval le, da povedo, v čigavem imenu in v kateri banki naj se denar položi. 5. septembra je Marks prejel odgovor: vlada se mu je zahvalila »za bogato darilo« in ga obvestila, da Kruger meni, da je Burgers Park idealna lokacija, in se zavezal, da bo ves presežek denarja porabil za ustanovitev živalskega vrta v Pretoriji. Denar je bil položen na namenski račun pri Narodni banki Južnoafriške republike v imenu generalnega blagajnika.
Vodje kabineta in drugi uradniki republike so razpravljali o podrobnostih kipa. Dr. Nico Mansvelt, nadzornik šolstva in umetnostni strokovnjak, je menil, da je bron boljši od marmorja, saj se slednji slabše obnese v transvaalskem podnebju; Mansvelt je tudi menil, da bi morala vlada odobriti naročilo, namesto da bi ga prepustila samemu Marksu. Marks se je strinjal in kmalu sta se odločila za Van Wouwa, popolnoma neznano osebnost v svetu umetnosti.

### Van Wouw in njegov dizajn
Nizozemec Van Wouw je kot mladenič prišel v ZAR in se naselil v Pretorii, kjer je po kratkem delu kot prodajalec poučeval risanje na državni gimnaziji in dekliški šoli. Van Wouw, ki je bil tako kot Marks občudovalec Krugerja, je predsednikov frak in cilinder imel za neločljiv del njega, kar so kritiki kasneje ostro kritizirali zaradi upodobitve. Odgovoril jim je: »Brez njiju ga ne bi prepoznal! S frakom in cilindrom bi!« Van Wouw je poskušal upodobiti »vsakdanjega« Krugerja: Krugerja na njegovi verandi, kjer ga ob 6.00 zjutraj iščejo meščani, ne nujno zato, da bi se pogovarjali o politiki, ampak morda preprosto zato, da bi poiskali nasvet o zdravljenju bolne krave ali tolažbo ob nedavni izgubi. Za Van Wouwa je bil Kruger temelj neodvisnosti, zato bi moral spomenik odražati njegove 'vsakodnevne' lastnosti.
Njegova skica je upodabljala Krugerja v formalni državniški obleki, kako mirno stoji na podstavku, v drži, ki jo je Van Wouw imel za očetovsko. Dva od štirih Burov, upodobljenih pod njegovim kipom, sta bila iz časa Voortrekkerjev, dva pa iz Van Wouwove dobe, vsak pa je bil obrnjen proti eni od štirih glavnih smeri. Niso bili mišljeni kot izurjeni vojaki, temveč kot tipične državljanske milice: sedeče, a budne, ki so obkrožale Van Wouwovo osrednjo figuro in simbol Krugerjevega položaja očeta v srcu svojega ljudstva in svobode republike. Marks in člani Volksraada in Izvršnega sveta republike so si prišli ogledat skico, ki je bila odobrena.
7. oktobra 1896, več kot trinajst mesecev po Marksovi začetni donaciji, sta se s Krugerjem dogovorila, da bo Van Wouw odšel v Evropo, da bi nadzoroval delo v Franciji in Italiji. V tujini je ostal do 1. aprila 1898, ko se je vrnil v Pretorio. Medtem je delal na spomeniku za 40 funtov na mesec z dvoletnim rokom (skupaj s povračilom stroškov kovanja in ulivanja). Njegova družina je dobila tudi brezplačno potovanje v Evropo in iz nje, vključno z delovnimi mesti tam. Do decembra 1896 je bil v Evropi, kjer je najprej razpravljal o svojih predlogih z odposlancem republike in strokovnjaki za modeliranje in ulivanje na Nizozemskem. Odposlanec J. G. T. Beelaerts van Blokland je bil zaskrbljen, da bi cilinder metal senco na Krugerjev obraz in skril njegove poteze, pri čemer je Van Wouw vztrajal in pojasnil, da bi bilo nepredstavljivo, da bi transvaalski Bur, kot je Kruger, stal brez klobuka pod afriškim soncem. Odposlanikov edini prispevek k končnemu delu je bil biblijski citat na eni strani podstavka, in sicer Ps 91,15-16:
Klical me bo in jaz ga bom uslišal; z njim bom v stiski, ga bom rešil in ga počastil. Z dolgim življenjem ga bom nasitil in mu pokazal svojo rešitev.
Po odposlančevih besedah je bil Kruger naklonjen verzim, vendar ni bil zadovoljen s pohvalo, ki mu jo je namenil, saj je verjel, da bi takšna hvala morala iti samo Bogu, zato je prosil, naj jih nadomestijo s Ps 105,4-5:
Glejte Gospoda in njegovo moč; vedno iščite njegov obraz. Spominjajte se čudes, ki jih je storil, njegovih čudežev in sodb, ki jih je izrekel.
Zaradi okoliščin, v katerih je bil spomenik postavljen, se ta želja ni izpolnila in na podstavku ni bilo nobenega besedila.

### Iskanje navdiha
Ko je Van Wouw začel modelirati figure Voortrekkerjev pod ognjem, ni vedel, kako so videti v polni opremi, za razliko od znanega Krugerja samega in dveh sodobnih Burov, ki ju je preprosto prikazal takšne, kot jih je videl od prihoda, in sicer z brado, retiazko in puško Martini-Henry. Vendar se ni ohranilo nobenih fotografij in le nekaj opisov stare opreme Voortrekkerjev, zato je Van Wouw poslal telegram Pretorii, naj mu pošlje celoten komplet Voortrekkerjev, vključno s smodnikom, retiazko in kremenčevo puško. Vlada se je v muzeju Transvaal trudila najti oblačila iz tistega obdobja, vendar je zbrala, kar je potrebovala, od državljanov okrožja Rustenburg, ki so še vedno imeli oblačila.
Druga težava se je pojavila s štirimi bronastimi ploščami, ki so ločevale stražarje na vsaki strani podstavka. Vsaka plošča naj bi prikazovala dogodek iz Krugerjevega življenja, začenši z njegovim najstniškim pastirstvom ob očetu med Velikim pohodom. Ker Van Wouw ni mogel najti ohranjenih fotografij ali drugih informacij iz tistega časa, je dobil dovoljenje, da namesto tega začne s podpisom mirovnega sporazuma iz leta 1881, s katerim se je končala prva burska vojna, v O'Neill's Cottage v Laing's Neku. Takrat je takratni podpredsednik Kruger britanskim predstavnikom postavil pogoje za njihov umik po odmevni zmagi Burov v bitki pri Majuba Hillu, vključno z zagotovitvijo neodvisnosti Burov, ki jih je leta 1877 oddal sir Theophilus Shepstone. Tudi druga bronasta plošča je predstavljala težave in Van Wouw je razmišljal o njeni odstranitvi, dokler ga državni sekretar Južnoafriške republike ni prepričal, naj ohrani prizor 29-letnega komandanta Rustenburga, ki skače v boj med sovražne vojake v bitki pri Makapansgatu. Vendar tudi tokrat ni bilo na voljo nobene fotografije ali podrobnega opisa, zato je sekretar poslal odpravo (vključno z očividcem bitke in fotografom), da bi fotografirala ustrezna območja jame. Slike in ustrezni napisi so bili poslani Van Wouwu v Rim s komentarjem nekdanjega poveljnika Herculesa Malana iz Rustenburga. Diptih bronastih plošč naj bi prikazoval dogodke, povezane s prvo bursko vojno, saj je prav Krugerjev odpor proti priključitvi postavil temelje za njegovo prihodnje državništvo. Ena od njih je prikazovala Krugerja, ki je 8. decembra 1880 izrekel Paardekraalsko zavezo, nagovor tisočim v bližini današnjega Krugersdorpa, v katerem je razglasil oborožen odpor; ta plošča naj bi spremljala ploščo, ki prikazuje mir v Laing's Neku. Ponovno je primanjkovalo vizualnih dokazov, saj ni bilo na voljo fotografij z dogodka Paardekraal, na voljo pa je bila le risba iz časopisa The Illustrated London News o podpisu pogodbe leta 1881 v O'Neill's Cottage, ki jo je Van Wouw ocenil kot slab prikaz trenutka. Transvaalska vlada je ponovno pomagala s fotografijami ljudi, ki so se pojavljali na ploščah, burskih žensk v značilnih oblačilih in tipičnih srečanj Burov z volovskimi vozovi, kot so bile obhajilne maše. Četrta plošča bi prikazovala Krugerjevo prvo slovesnost prisege kot predsednika leta 1883. To je bila edina plošča, ki ni razjezila Van Wouwa, ki je bil takrat na Nizozemskem, a se je kasneje leta 1893 udeležil tretje predsednikove inavguracije na Church Squareu.

### Izdelava kipa
Van Wouw se je kmalu po prihodu v Evropo nastanil v ateljeju v Rimu. Tako kot drugi kiparji tam je najel umetnike, da so oblikovali njegove modele, vendar ni bil zadovoljen s tem, kar je videl kot nerazumevanje nacionalnega značaja transvaalskega Bura, kot je prikazano na basreliefih. Evropejci so občudovali bursko hrabrost v prvi burski vojni in napadu Jameson, zato so njihove obrazne poteze upodabljali ne kot sol zemlje, temveč kot eterične lastnosti svetnika ali preroka, zaradi česar se je Van Wouw iz frustracije odločil, da bo delo dokončal sam. Prizadeval si je za natančne podrobnosti, vse do enega samega čevlja, zato je za samo enega od burskih stražarjev porabil tri mesece in pol. V teh okoliščinah in zaradi kronične bolezni je prvotni rok 1. april 1899 prišel in minil. Van Wouw se je zavzemal prek državnega sekretarja Willema Johannesa Leydsa in s tem dosegel enoletno podaljšanje pogodbe od Marksa, čigar poslovni partner lord Isaac Lewis je s pogostimi preverjanji napredka izdal nekoga »brez prave predstave o umetnosti«, ki je po Van Wouwovi oceni »mislil, da je mogoče umetniško delo ustvariti z enako miselnostjo kot desko«. Kipar je Lewisu povedal, »da nikoli ne bom ogrozil Krugerjevega spomenika ali svojega dobrega imena za kakršen koli dobiček«. Kmalu zatem je očetu pisal:
...naj delajo visoko ali nizko, jaz bom nadaljeval svoje delo, opravljal svojo dolžnost in poskušal v celoti prenesti svoj vtis o nacionalnem značaju ljudstva Transvaala in njihovega Krugerja. Navsezadnje bi bilo smešno žrtvovati svoje javno delo za nekaj mesecev dobička. Še huje bi bilo, če bi bilo delo neuspešno, vendar si prizadevam, da to morda ne bi bilo. Vendar se morate vi ali kdo drug o tem pogovoriti z lordom Marksom, saj se s tem trenutno soočam sam.
Do maja 1898 je Van Wouw dokončal tri od petih načrtovanih mavčnih modelov: Krugerjevega, visokega 4,5 m, in dva moderna burska stražarja, vsaka visoka 2,22 m. Krugerjeva desna roka je bila prikazana na njegovi palici, leva pa kot zvit dokument, medtem ko je bil videti obrnjen navzdol in levo proti množici pri svojih nogah; v ostrem nasprotju je z napetimi Buri, eden z gosto brado, dvignjeno glavo in prstom na sprožilcu svoje Martini-Henry, drugi pa z tanjšo brado, ki dviguje ramo, da dvigne poln remen. Van Wouw je zdaj moral najti strokovnjaka, ki bi jih ulil v bron. Kmalu po prihodu v Evropo je povprašal najboljše livarje na Nizozemskem in se odločil za Royal Dutch Gold and Silver Workshop ali J.M. van Kempen and Sons, ki niso mogli delati s kipi te velikosti, zato ga je poslal v Rim. 21. maja 1898, po šestih mesecih tam, je sklenil pogodbo s Franciscusom Brunom, da bo dokončal celotno delo »v skladu z modo in vsemi pravili popolne umetnosti«, pri čemer se je slednji obrtnik strinjal, da bo vse modele, dokončane v naslednjih petih mesecih do 21. januarja 1899, v bron ulil, pa tudi vse modele, dokončane v petih mesecih po dostavi, v treh mesecih po dobavi. Bruno je bil odgovoren tudi za varen prevoz iz Van Wouwove delavnice do Brunove kovačnice in ustrezno embalažo za pošiljanje v Južno Afriko, pri čemer bi mu bilo zagotovljenih 39.500 lir (takrat približno 2.360 funtov), četrtino za dostavo same Krugerjeve figure, četrtino za figuro dveh sodobnih Burov in preostanek za dokončanje in pakiranje vseh ulitkov. Van Wouw bi si lahko delo v livarni ogledal kadar koli.
Bruno se je z Van Wouwom dogovoril, da bo za bron uporabil mešanico 92 % bakra in 8 % kositra, medtem ko je Van Wouw delal na Voortrekkerjih in basreliefi. Za mavčno odlivanje Voortrekkerjev je imel osem mesecev časa: enega z levim komolcem na kolenu, brado prekrižano v rokah in cevjo pištole na tleh s kopito na desni nogi; drugega z dolgo brado in nekaj gubami na čelu, sedečega vzravnano s pištolo v obeh rokah. Modeliranje je bilo opravljeno leta 1899, skupaj z ulivanjem treh od petih kosov, kar je Van Wouwu omogočilo, da se je lotil plošč – ena od njih je bila končana že konec leta 1898. Ni znano, koliko časa so trajali preostali trije: iz njegovih pisem se zdi, da je Van Wouw vse končal, vključno z okraski (kot je velik monogram K), do junija 1899. Pod nadzorom preostalega ulivanja se je septembra in oktobra istega leta vrnil v Pretorio, kjer je nadzoroval postavitev kipa in izpolnil drugi del pogodbe z Marksom.

### Razbite sanje
Van Wouw je prispel v Pretorio in našel podstavek na Cerkvenem trgu, na pol poti med Ou Raadsaal in novo Sodno palačo ter zahodno od cerkve na sredini trga. Korespondenca iz urada Nacionalnega arhivskega in evidenčnega urada Južne Afrike v Gautengu kaže na dogovor med Van Wouwom in Marksom, da bo slednji za material izbral najboljšega izmed več primerkov škotskega granita, vendar glede na Marksov nadzor nad izrezljanjem podstavka ni jasno, koliko je Van Wouw prispeval. Marks je tudi raje zamenjal Krugerjev Burgers Park z bolj dostopno lokacijo, v središču mesta, kjer bi ga videl vsak obiskovalec, idealno »zahodno od cerkvene stavbe na cerkvenem trgu in tik med Parlamentom in Vrhovnim sodiščem«. Izvršni svet (katerega predsednik je bil Kruger) je o lokaciji razpravljal pet mesecev in se 2. junija 1899 strinjal z Marksom. Medtem je Marks najel arhitekta W. J. de Zwaana za izgradnjo podstavka; ko so bili načrti odobreni, je naročil škotskemu podjetju, naj zagotovi in zbrusi ustrezne granitne plošče. Sytze Wierda, vodja oddelka za javna dela ZAR: zanj je kip transvaalskega predsednika pripadal transvaalskemu granitu in uvoziti je bilo treba le stroje. Vendar je bil njegov predlog preglasovan in Marks je imel julija 1899 pripravljenih 200 ton rdečega, gladko poliranega aberdeenskega granita za namestitev kipa.
Van Wouw je želel postaviti kip, toda Kruger je rekel, da mora počakati do konca vojne, zato ga v ZAR nikoli ne bodo postavili. 11. oktobra 1899, malo preden naj bi modeli in plošče prispeli v Južno Afriko, je izbruhnila druga burska vojna. Čeprav so jih postopoma uvažali, niso mogli prekoračiti zaliva Delagoa, saj niso bili prednostni predmeti. Marks je moral plačati kraljevo odkupnino, da jih je rešil, in menil je, da se stroški ne splačajo, zato je izgubil zanimanje, ko je spoznal, da bodo Buri izgubili vojno, potem ko bodo Britanci zavzeli Pretorio. Marks je vojno preživel na svoji kmetiji Zwartkoppies kot pasivni opazovalec, a ga je obiskal lord Kitchener. Kitchener je, ko mu je Marks pokazal Van Wouwove fotografije kipov, Marksa prosil, naj jih obdrži kot spominke na ljudstva, ki jih je osvojil; Marks je odgovoril: »So v zalivu Delagoa in stanejo celo premoženje, vzemite jih iz mojih rok!« Kitchener je s prvo ladjo poslal kipe domov, z dvema izjemama: skrinjo s Krugerjevim kipom in lesenim modelom topa, ki Kitchenerja ni zanimal in sta ostala v lopah Afriškega čolnarskega podjetja v Lourenço Marques. Kitchener je stražarska kipa postavil na obe strani dovozov, ki vodijo do kraljevih vojaških akademij Woolwich in Sandhurst, po pritožbah pa ju je premaknil na podstavek pred Kraljevo šolo vojaškega inženirstva v Chathamu blizu spominskega loka burske vojne. Predal ju je v oskrbo kraljevim inženirjem, kasneje pa ju je dva podaril tej veji vojske, druga dva pa odnesel na svoje posestvo v parku Broome.
Kitchener je bil odločen, da preostali Krugerjev kip nikoli ne bo postavljen na afriških tleh, saj ga je imel za poosebitev tega, kar so Britanci imenovali krugerizem. Mestni svet Pretorije je tako prejel navodilo v imenu namestnika guvernerja kolonije Transvaal, da se podstavek odstrani z osrednje lokacije in da svet pove, kam ga bodo premaknili, pa naj bo to Burgers Park ali drugam. Svet se je odločil za Prince's Park in tam je bil postavljen podstavek. To je izzvalo ogorčen protest Afrikanerjev, ki ga je vodil general Louis Botha in njegova stranka Het Volk, ki sta se pritožila namestniku guvernerja in svetu povedala, da »smo globoko razočarani ... in ... to lahko štejemo le za žalitev našega ljudstva«. Obljubil je: »Vemo, da je danes veliko takih, ki si želijo, da bi se tradicije našega ljudstva povlekle skozi blato, vendar od mestnega sveta Pretorije nikoli ne bi pričakovali takšnega vedenja, še najmanj glede na to, da ste ga mnogi ne le poznali, ampak ste bili tudi med njegovimi najbližjimi prijatelji v prestolnici.« Kitchener je sčasoma prenesel Cerkveni trg (prej zvezno ozemlje Transvaala) na svet z izrecnim pogojem, »da se na njem ne postavljajo nobene stavbe, kipi ali spomeniki kakršne koli vrste ali da se na tleh ne izvajajo druge izboljšave brez predhodne odobritve namestnika guvernerja«.

### Vrnitev kipa iz izgnanstva
Ker je pogodba iz Vereeniginga Burom (zaradi njihovega nenehnega odpora Britancem v zadnjih letih burske vojne) zagotovila radodarne pogoje, so Afrikanci leta 1906, le štiri leta po koncu spopada, lahko izvolili svojo vlado. Kruger je umrl leta 1904, kolonija Transvaal pa je za svojega predsednika vlade izvolila Botho, generalnega poveljnika burskih sil v vojni in nato vodjo Het Volka, ki ga je od leta 1910 naprej opravljal za celotno Južno Afriko. Botha je Kitchenerja zaprosil, naj štiri stražarje in plošče vrne v Južno Afriko, da bi spremljale kip na Church Squareu, vendar je Kitchener trdil, da jih ne more vrniti, češ da niso vojni plen, temveč osebno darilo Marksa. Mestni svet Pretorije se je obrnil na Marksa, Van Wouwa in končno na Kitchenerja, vendar nihče od njih ni mogel najti manjkajočega kipa.
Po dveh letih raziskav je mestni svet Marksa ponovno prosil, ali bi mu lahko dal Krugerjev kip, ki je še vedno shranjen v Lourenço Marques; Marks je vztrajal, da bo to storil šele, ko se bo mestni svet strinjal z dokončanjem celotnega spomenika po njegovem prvotnem načrtu. Mestni svet se je po nasvetu Fanie Eloff odločil, da bo manjkajoče Bure in plošče preprosto preoblikoval, čeprav je dejala, da bi to lahko storili za pičlih 380 funtov, vendar so za manjkajoči material Van Wouwa namenili 500 funtov, vendar so ugotovili, da mavčni odlitki in skice niso na voljo. Edina preostala možnost je bila, da so ponovno kovali bronaste odlitke britanskih originalov, kar je bilo previsoko za mestni svet in je bilo ocenjeno na najmanj 1760 funtov. Mestni svet se je znova obrnil na Marksa in končno dobil njegovo soglasje, da Krugerja postavi na podstavek v Prince's Parku.
24. maja 1913, na dan Viktorije, je general Schalk Willem Burger, predsednik, medtem ko je bil Kruger med letoma 1900 in 1902 v Evropi, javnosti razkril kip. Nekdanja predsednika svobodne države Oranje Martinus Theunis Steyn in Botha sta bila odsotna, prvi zaradi bolezni, drugi pa zaradi nujnih parlamentarnih zadev. Razkritje je sovpadalo s kmetijskim sejmom in se ga je udeležilo 3000 državljanov. Na slovesnosti je Burger izrazil upanje, da bo kip nekega dne zasedel svoje »zakonito mesto« na Cerkvenem trgu, Andries Daniël Wynand Wolmarans pa je izjavil: »Iskreno si želim, iz srca in za svoje ljudstvo, da bi ta kip premaknili na Cerkveni trg, v središče mesta, da bi lahko zasedel mesto, ki si ga zasluži. Prav tako bi si morali prizadevati, da bi manjkajoče dele vrnili v Južno Afriko, saj lahko človek le razume, kaj Kruger pomeni svojemu ljudstvu, ko je obkrožen s krepkimi Buri.« Botha je še enkrat stopil v stik s Kitchenerjem, da bi mu vrnil preostale štiri figure, na kar se je strinjal, da bo prostovoljno vrnil dve, ki ju je imel v lasti, »da bi izpolnil željo ljudstva Južne Afrike«, vendar le v zameno za kopije; dveh, ki sta bili v lasti Kraljevih inženirjev, ni mogel vrniti, vendar je vlada Južnoafriške unije lahko na lastne stroške izdelala njihove replike.
Botha je bil pripravljen sprejeti ta dogovor, vendar je za ceno 520 funtov na kip, kar je skupaj 2080 funtov, zadevo pustil pri miru. Leta 1917 je moral Botha na kratko obiskati London, župan pa ga je prosil, naj poskuša ponovno pridobiti kipa, vendar je Botha pojasnil, da se je s Kitchenerjem štiri leta zaman pogajal in da s tem ne želi nadaljevati. Svet je znova zaman zaprosil za pomoč Marksa. Avgusta 1920 je Edward P. Mathers, urednik časopisa South Africa, s pomočjo nekdanjega predsednika Francisa Williama Reitza začel tiskovno kampanjo za vrnitev kipa. Mathers je odkril, kje so manjkajoči kipi, objavil fotografije v svojem časopisu in prosil župana Chathama, naj pritisne na svoj mestni svet, da pomaga vrniti obe figuri v Južno Afriko, saj »v trenutni obliki predstavljata grožnjo dobrim odnosom, za katere sem prepričan, da si jih Chatham, tako kot vsa Anglija, želi vzpostaviti in ohraniti med njimi in Nizozemci iz Južne Afrike«. Mathers je tudi poudaril, da sta se Južna Afrika in Anglija v prvi svetovni vojni borili na isti strani in da bi bilo treba »osvojitveni plen« Afrikanerjev tam nadomestiti s »trofejami naših sovražnikov«. Župan Chathama je odgovoril, da kipi ne pripadajo svetu, temveč kraljevim inženirjem, ki so nato dejali, da je za vrnitev umetnine potrebno soglasje vseh članov. Oficirji tam so dejali, da se Južna Afrika, čeprav bi se prostovoljno javila za dokončanje naloge, ni želela ločiti od spominka na »pogumne in častne može«, proti katerim so se borili v letih 1899–1902 in se z njimi borili v letih 1914–1918; cenili so tudi donacijo pokojnega lorda Kitchenerja (ki je umrl leta 1916), ki so ga imeli »v posebnem spoštovanju in časti«. Zato so bile kopije, izdelane na stroške Južne Afrike, vse, kar je narod lahko dobil.
Čeprav javna kampanja za vrnitev kipa ni uspela, se je trudil tudi general Jan Smuts. Smuts, ki je po Bothovi smrti leta 1919 nasledil kot predsednik vlade Unije, je bil v Veliki Britaniji priljubljen zaradi svojih prispevkov k vojnim prizadevanjem in pariški mirovni konferenci. Smuts je Milnerja rekrutiral novembra 1920 in se sklical na njegovo željo, da bi po burski vojni popravil svojo nepriljubljenost, z gesto hvaležnosti za novo dokazano zvestobo Afrikanerjev. Milner je stopil v stik s predsednikom vlade Združenega kraljestva, kraljem in izvršitelji zapuščine Kitchenerja. 18. januarja 1921 je Smuts prejel Milnerjev telegram, v katerem je pisalo, da se je njegovo veličanstvo, vrhovni polkovnik kraljevih inženirjev, strinjalo, da bo obe burski figuri in plošči v Chathamu podarilo vladi Južnoafriške unije ter da bodo izvršitelji lorda Kitchenerja in vlada njegovega veličanstva južnoafriški vladi zagotovili tudi drugi dve figuri, ki sta trenutno v parku Broome. Unija je morala plačati vse stroške prevoza, kot je bilo že dogovorjeno. 23. avgusta 1921 je bil celoten spomenik izkrcan z ladje v Cape Townu in 12. septembra istega leta je končno prispel v Pretorio. Manjkal je le monogram K, ki je bil izgubljen in se ni nikoli vrnil.

### Zadnji boj: 1925–1954
Mestni svet Pretorije je ob predpostavki, da spomenik nikoli ne bo zgrajen, odobril spomenik prvi svetovni vojni na Cerkvenem trgu, vendar se je takratni župan Pretorije George Brink na protest gospe H. Jooste (iz Nacionalne ženske pomožne stranke) 13. avgusta 1920 odzval z izjavo, da tam sploh ne bo spomenika. Spomenik bi bil postavljen pred stavbama Unije, Krugerjev kip pa na trgu pred železniško postajo v Pretorii, na istem podstavku, ki je nekoč stal na Cerkvenem trgu in v parku Prince's Park. Premier J. B. M. Hertzog je kip odkril 10. oktobra 1925, na stoletnico Krugerjevega rojstva, obkrožen z zastavami svobodne države Oranje in ZAR pred 25.000 gledalci. Slovesnosti so se med drugim udeležili generalni guverner s soprogo ter celoten kabinet. Hertzog je imel glavni govor, vendar sta spregovorila tudi generala Smuts in Wolmarans. Medtem ko sta se Hertzog in Smuts osredotočila na značaj in dejanja teme, je Wolmarans še enkrat poudaril, da se Station Square ne more primerjati s Church Squareom, "srcem mesta Kruger", kot primerno mesto za kip.
Z leti so organizacije, kot so Federasie van Afrikaanse Kultuurvereniginge, S.A. Vrouefederasie (Južnoafriška ženska federacija) in Kulturni svet Pretorije, mestnemu svetu vložile peticijo za premestitev kipa na Cerkveni trg. Oktobra 1936 se je Krugerjev odbor sestal z več kot 20.000 člani, da bi pritisnil na župana, vendar svet ni bil ganjen. Krugerjev odbor Kulturnega sveta, ki je bil v prvi vrsti zadolžen za organizacijo letnega Krugerjevega festivala, se je samostojno preimenoval v Krugerjevo društvo (afrikansko Krugergenootskap) s prav takšno selitvijo kot končnim ciljem. Društvo je s pomočjo drugih afrikanerskih kulturnih organizacij izkoristilo stoletno uprizoritev Velikega pohoda leta 1838 za začetek nove zagovorniške kampanje. Mestni svet je prejel na tisoče pisem različnih posameznikov in organizacij, vključno s podružnicami Transvaalskega izobraževalnega združenja, organizacijskim odborom stoletnega festivala Paardekraal Voortrekker, odborom za sprejem kočij in drugimi; Prizadevanju so se pridružile celo angloangleške skupine, kot so Sinovi Anglije, Nova garda in Združenje davčnih zavezancev Hatfielda. Mestni svet je zavlačeval v upanju, da bo zanimanje upadlo, toda 9. marca 1939 je pokrajinski svet Transvaala soglasno predlagal mestnemu svetu, naj zadevo dokončno reši, in 29. maja se je večina slednjega strinjala s premestitvijo kipa brez stroškov zanje.
Predsednik Krugerjevega društva in župan Pretorije sta skupaj pozvala k donacijam državljanov, s čimer sta za premestitev zaslužila 4000 funtov. V posvetovanju z Van Wouwom, ki ni nikoli maral Marksove izbire podstavka, je arhitekt Krugerjevega društva J. M. van der Westhuizen načrtoval nov podstavek za spomenik. Van Wouwovi odobritvi je sledila odobritev celotnega društva, ki je nato 10. oktobra 1941 organiziralo odkritje na Church Squareu, ki ga je izvedla gospa Rachel Isabella Steyn, vdova zadnjega predsednika Oranžne svobodne države. Na tej točki je mestni svet razglasil, da je novi podstavek arhitekturno neskladen s Church Squareom, kar sta preučevala dva arhitekta (Gordon Leith in Vivian Sydney Rees-Poole) in njuna kolega iz Krugerjevega društva. Izkazalo se je, da je svet za lokacijo kipa raje postavil južni vhod na trg, medtem ko je društvo raje imelo središče. Van Wouw je stališče Krugerjevega društva zavzel v dveh odločnih pismih, v katerih je navedel:
Moja vizija je, da podstavek, Buri in predsednikova podoba sobivajo kot ena enota, po načrtih arhitekta, ki se je posvetoval z mano, na Cerkvenem trgu, kjer sta trenutno vodnjak in ribnik. Kot kipar nočem, da bi bil kip, ki ga imam tako rad in mi je tako mar, postavljen kamor koli, kjer bi njegova veličina padla na stran. Središče Cerkvenega trga je določeno mesto in tam ga je treba postaviti.
V svojem drugem pismu je Van Wouw trdil, da je Kruger sam umetniku v prisotnosti več članov Volksraada osebno povedal, da kip spada na to mesto.
Van Wouwovo pismo ni bilo uspešno in vprašanje je bilo opuščeno, dokler Gerard Moerdijk, arhitekt spomenika Voortrekkerjev, ni predlagal, da bi kip postavili blizu južnega vhoda na Cerkveni trg kot »psihološko središče« tega, kar si je zamislil kot nekakšen amfiteater, kot bi bila prižnica cerkve. Za kipom bi zgradili častno stelo in zvonik, burske figure pa bi bile ob straneh in ne okoli podnožja Krugerjevega kipa. Krugerjevo društvo je načrt odobrilo, mestni svet pa je predlagal odprti nacionalni natečaj za zbiranje arhitekturnih načrtov, ki bi združili trg okoli kipa, in zaprosil za sodelovanje Pretorijskega inštituta za arhitekturo (PIA) in Krugerjevega društva. Obe organizaciji sta se strinjali, slednja pod pogojem, da bo imela večina sodnikov zadnjo besedo o izbranem načrtu, vendar so pravilniki PIA njegovim članom prepovedovali sodelovanje na zunanjih natečajih.
Na tej točki se je pojavil nov razvoj dogodkov: profesor William Holford, baron Holford, je mestnemu svetu predlagal načrt za celoten razvoj prestolnice, vključno s Krugerjevim kipom na Cerkvenem trgu. Navdušeni svet je 28. septembra 1950 zavrnil vse prejšnje načrte in Krugerjevemu društvu naročil, naj postavi kip na trgu pod pogojem strogega upoštevanja Holfordovega načrta in odobritve končnega izdelka s strani sveta. Zahteve glede stroškov in časa so bile precej nepriljubljene, ustni dogovori pa niso bili doseženi: Društvo stare Pretorije je odkrito izrazilo svoje nezadovoljstvo, celo Društvo Kruger pa ga je sčasoma zavrnilo.
12. junija 1951 se je Krugerjevo društvo odločilo, da opusti Moerdijkovo idejo o postavitvi Krugerjevega kipa na južni vhod na Cerkveni trg in se vrne k zagovarjanju osrednje lokacije, kamor naj bi kip premestili do 10. oktobra 1954 (Krugerjev rojstni dan) ali 16. decembra 1954 (50. obletnica Krugerjevega pokopa na starem pokopališču Pretoria na Cerkveni ulici). Ker je Kruger sanjal o prostem prehodu na vzhodno obalo, se je društvo odločilo tudi, da mora biti kip obrnjen proti vzhodu od Cerkvenega trga. Vse spremembe, ki jih je želel mestni svet, bi se lahko uvedle pozneje, čeprav bi osrednja lega ostala. Potem ko je svet zaslišal delegacijo društva, se je prvonavedeno 20. decembra 1951 odločilo, da prekliče svoje prejšnje odločitve in soglasno sprejme stališče društva, pod pogojem, da svet ne bo imel stroškov in da bo imel končno pravico do odobritve. Društvo je 26. novembra 1952 prejelo dovoljenje za začetek selitve, ko je pridobilo odobritev upravitelja province Transvaal. Svet je bil še vedno zavezan Kitchenerjevi prepovedi kipov brez odobritve namestnika guvernerja, vendar je društvo 9. februarja 1953 zvezni kabinet z zapisnikom št. 298 doseglo odobritev načrtov, medtem pa je pridobilo odobritev upravitelja.
Ponovno so iskali donacije, potrebnih je bilo približno 20.000 funtov, vendar se je gradnja začela med zbiranjem sredstev, ki so ga spodbujali generalni guverner Južne Afrike Ernest George Jansen, premier D. F. Malan, vsi provincialni upravitelji (vključno z jugozahodno Afriko) in vsi njihovi zakonci. Prispevali so tako angloameriški kot afrikanski posamezniki, šole, cerkve, občine, podjetja, kulturne organizacije in druge skupine. 10. oktobra 1953 je Malan položil temeljni kamen novega podstavka pred približno 15.000 udeleženci, nagovoril pa ga je tudi nizozemski premier Willem Drees. Krugerjev kip so 25. junija 1954 prenesli s postaje Pretoria in ga 28. junija postavili na podstavek, obrnjen proti severu, kot se je društvo pred kratkim odločilo. Leto dni po položitvi temeljnega kamna, 10. oktobra 1954, je Malan odkril spomenik skupaj s štirimi stražarji.

## Polemika
Po koncu apartheida v Južni Afriki so se pojavili pozivi k odstranitvi kipa z njegove lokacije, ker so ga nekateri aktivisti Afriškega nacionalnega kongresa imeli za »ikono apartheida«. Leta 2015 je bil kip Paula Krugerja po kampanji Rhodes Must Fall v Cape Townu vandaliziran z zeleno barvo, na katero so poškropili. Borci za ekonomsko svobodo so sprva prevzeli odgovornost, a so jo kasneje umaknili, ko je mesto Tshwane izjavilo, da namerava proti storilcem sprožiti kazenski postopek zaradi zlonamernega poškodovanja. Po vandalizmu in obljubi EFF, da bo uničil kip, so številni ljudje izrazili podporo kipu. Sunette Bridges se je priklenila na kip, da bi preprečila nadaljnjo škodo, Afrikanci v vojaških uniformah pa so začeli varovati kip. Ob kipu je potekal tudi shod, na katerem so zahtevali, da ga pustijo pri miru kot del kulturne zgodovine Južne Afrike. To se je končalo s tem, da je Steve Hofmeyr zapel nekdanjo državno himno Južne Afrike, Die Stem van Suid-Afrika. Kip je bil nato obdan z 1,5 m visoko ograjo in ni neposredno dostopen javnosti.